# Ototoxicitat
L'ototoxicitat és l'efecte nociu, reversible o irreversible, produït sobre l'orella per diverses substàncies anomenades ototòxics i que afectaran l'audició o l'equilibri. D'aquesta definició se n'exclouen les substàncies que actuen a través de la circulació sanguínia cerebral o dels mecanismes centrals de l'audició, que es consideren substàncies neurotòxiques i no ototòxiques.
L' ototoxicitat és la propietat de ser tòxic per a l'oïda (oto-), concretament per a la còclea o nervi auditiu i de vegades per al sistema vestibular, per exemple, com a efecte secundari d'un fàrmac. Els efectes de l'ototoxicitat poden ser reversibles i temporals, o irreversibles i permanents. Està reconegut des del segle xix. Són molts els fàrmacs ototòxics coneguts que s'utilitzen en situacions clíniques, i es prescriuen, malgrat el risc de trastorns auditius, per a condicions de salut molt greus. Els fàrmacs ototòxics inclouen antibiòtics (com gentamicina, estreptomicina, tobramicina), diürètics de bucle (com furosemida) i agents de quimioteràpia basats en platí (com cisplatí i carboplatina). També s'ha demostrat que una sèrie d'antiinflamatoris no esteroidals (AINE) són ototòxics. Això pot provocar una pèrdua auditiva neurosensorial , un desequilibri o tots dos. També s'ha demostrat que alguns productes químics ambientals i laborals afecten el sistema auditiu i interaccionen amb el soroll.

## Senyals i símptomes
L'oïda es divideix en tres parts: oïda externa, oïda mitjana i oïda interna, sent aquest últim atacat pels compostos ototòxics de forma molt específica. Concretament, la còclea conté els receptors sensitius per a l'audició i l'aparell vestibular és el responsable de l'equilibri. Els símptomes d'ototoxicitat inclouen pèrdua auditiva parcial o profunda, vertigen i tinnitus.
La còclea és principalment una estructura auditiva situada a l'oïda interna. És la closca en forma de cargol que conté diverses terminacions nervioses la que fa possible l'audició. L'ototoxicitat sol produir-se quan l'oïda interna s'enverina per un medicament que danya la còclea, el vestíbul, els canals semicirculars o el nervi auditiu/vestibulococlear. L'estructura danyada produeix llavors els símptomes que presenta el pacient. L'ototoxicitat a la còclea pot causar pèrdua auditiva dels rangs de to d'alta freqüència o sordesa completa, o pèrdues en punts intermedis. Pot presentar-se amb símptomes bilateralment simètrics, o asimètricament, amb una orella desenvolupant la malaltia després de l'altra o no. Els períodes de progrés de la malaltia varien molt i els símptomes de la pèrdua auditiva poden ser temporals o permanents.
El vestíbul i el canal semicircular són components de l'oïda interna que formen el sistema vestibular. Junts detecten totes les direccions del moviment del cap. Al vestíbul s'allotgen dos tipus d'òrgans otòlits: el sàcul, que apunta verticalment i detecta l'acceleració vertical, i l'utricle, que apunta horitzontalment i detecta l'acceleració horitzontal. Els òrgans otòlits junts senten la posició del cap respecte a la gravetat quan el cos està estàtic; després el moviment del cap quan s'inclina; i canvis de to durant qualsevol moviment lineal del cap. El sàcul i l'utricle detecten diferents moviments, quina informació rep i integra el cervell per determinar on és el cap i com i cap on es mou.
Els canals semicirculars són tres estructures òssies plenes de líquid. Igual que amb el vestíbul, l'objectiu principal dels canals és detectar el moviment. Cada canal està orientat en angle recte amb els altres, permetent la detecció del moviment en qualsevol pla. El canal posterior detecta el moviment de rodament, o moviment sobre l'eix X; el canal anterior detecta el to, o moviment sobre l'eix Y; el canal horitzontal detecta el moviment de guindada, o moviment al voltant de l'eix Z. Quan un medicament és tòxic al vestíbul o als canals semicirculars, el pacient percep una pèrdua d'equilibri o d'orientació en lloc de pèrdues auditives. Els símptomes en aquests òrgans es presenten com vertigen, dificultats per caminar amb poca llum i foscor, desequilibri, oscil·l·òpsia entre d'altres. Cadascun d'aquests problemes està relacionat amb l'equilibri i la ment es confon amb la direcció del moviment o la manca de moviment. Tant el vestíbul com els canals semicirculars transmeten informació al cervell sobre el moviment; quan s'enverinen, no poden funcionar correctament, cosa que provoca una mala comunicació amb el cervell.
Quan el vestíbul i/o els canals semicirculars es veuen afectats per ototoxicitat, l'ull també es pot veure afectat. El nistagme i l'oscil·lòpsia són dues condicions que se superposen als sistemes vestibular i ocular. Aquests símptomes fan que el pacient tingui dificultats per veure i processar imatges. El cos intenta de manera inconscient compensar els senyals de desequilibri que s'envien al cervell intentant obtenir indicis visuals per donar suport a la informació que està rebent. Això fa que els pacients tinguin un mareig i una sensació de mareig per descriure condicions com l'oscil·lòpsia i el vertigen.
El nervi cranial VIII és el component menys afectat de l'oïda quan sorgeix l'ototoxicitat, però si el nervi està afectat, el dany és més sovint permanent. Els símptomes es presenten semblants als derivats d'un dany vestibular i coclear, com ara tinnitus, soroll de les orelles, dificultat per caminar, sordesa i problemes d'equilibri i orientació.

## Principals ototòxics

### Fàrmacs
Les principals substàncies ototòxiques són fàrmacs, d'entre els quals destaquen:

#### AINEs
Els antiinflamatoris no esteroïdals són fàrmacs que inhibeixen la síntesi de prostaglandines en inhibir les isoformes de la ciclooxigenasa, impedint així el desenvolupament de les reaccions inflamatòries.
Dins aquesta gran família, el principal fàrmac ototòxic és l'àcid acetilsalicílic. Entre les seves accions hi ha l'analgèsica, l'antitèrmica, l'antiinflamatòria i l'acció antiagregant plaquetària. Hi ha referències de pèrdua auditiva unilateral d'aparició sobtada deguda a hemorràgies al laberint de l'oïda interna en pacients tractats amb àcid acetilsalicílic pel seu efecte antiagregant plaquetari. A més, dosis altes d'aquest fàrmac poden produir acúfens (brunzit a les orelles) i altres alteracions auditives.

#### Aminoglucòsids
Els aminoglucòsids són antibiòtics bactericides útils en el tractament d'infeccions greus produïdes per bacteris gramnegatius aerobis. Per assolir un efecte sistèmic cal la seva administració parenteral, amb les consegüents limitacions derivades de la seva toxicitat.
Els aminoglucòsids assoleixen elevades concentracions a l'endolinfa i perilimfa de l'oïda interna, destruint les cèl·lules ciliades de l'òrgan de Corti i dels canals semicirculars. La toxicitat coclear es manifesta per sordesa, mentre que la toxicitat vestibular produeix vertígens. El risc i la gravetat dels efectes ototòxics dependran de la dosi i de la durada del tractament, sent més gran el risc a dosis altes i en tractaments prolongats. Altres factors que poden afectar la toxicitat seran la funció renal del pacient, les sinergies amb altres fàrmacs ototòxics i lexistència de lesions òtiques prèvies. La monitorització dels nivells plasmàtics del fàrmac pot ajudar a reduir la incidència de l'ototoxicitat.
El risc d'ototoxicitat és més gran amb la neomicina que amb els altres aminoglucòsids. L'estreptomicina i la gentamicina afecten principalment la funció vestibular, mentre que la neomicina, la kanamicina i l'amikacina són més tòxiques a la zona coclear.

#### Cisplatí
El cisplatí és un fàrmac utilitzat en quimioteràpia per al tractament de diversos tipus de càncer. És un complex basat en el platí que reacciona in vivo, unint-se al DNA i provocant l'apoptosi (mort) cel·lular. L'ototoxicitat, més comuna en nens, es produeix per la lisi (mort) de les neurones de la còclea.
Aquest efecte tòxic es va observar en un alt percentatge de pacients tractats amb cisplatí o els seus anàlegs, i es va manifestar amb tinnitus i/o pèrdua unilateral o bilateral de l'audició. A dosis baixes el tinnitus que apareix és reversible.
La pèrdua de l'audició és progressiva, la dosi dependent i està condicionada per altres factors com l'edat, la funció renal i la presència d'una lesió òtica prèvia. No hi ha cap tractament efectiu per prevenir aquest efecte secundari de gran transcendència.

#### Diürètics de la nansa
Els diürètics de la nansa són un grup de fàrmacs inhibidors del cotransportador Na+/K+/2Cl- a la branca ascendent de la nansa de Henle, als túbuls renals.
L´ototoxicitat és un dels efectes adversos d´aquests fàrmacs. L' àcid etacrínic presenta aquesta toxicitat molt sovint, encara que els altres fàrmacs de la família, com la furosemida, també poden provocar ototoxicitat, en major mesura si són utilitzats a dosis elevades i administrats per via parenteral. La toxicitat a nivell de l'oïda s'incrementarà amb l'administració concomitant d'altres fàrmacs ototòxics.

#### Eritromicina
L'eritromicina és un antibiòtic de la família dels macròlids. S'associa a ototoxicitat de qualsevol forma farmacèutica i via d'administració; pot provocar sordesa neurosensorial de diferent grau com a efecte indesitjable. Generalment, aquest efecte ototòxic és reversible, desapareixent un cop suspès el tractament.
Pot aparèixer tinnitus i fins i tot toxicitat vestibular, sempre relacionat amb la dosi i les concentracions sèriques. S'observa una freqüència més gran dels efectes tòxics en pacients amb insuficiència renal o hepàtica, d'edat avançada o de gènere femení, en què apareixen a dosis inferiors. Altres anàlegs a l'eritromicina són ototòxics a dosis elevades i en tractaments perllongats.

#### Quinina
La quinina és un alcaloide amb propietats antipirètiques, antipalúdiques i analgèsiques. No està comercialitzada a Espanya però s'importa de l'estranger per al tractament de la malària.
El seu efecte ototòxic pot ser permanent, especialment a dosis altes i en tractaments perllongats, encara que també pot aparèixer a dosis terapèutiques. Produeix una disminució significativa però transitòria de l'audició a nivell coclear, a causa d'una disfunció temporal a les cèl·lules ciliades externes. La seva administració via parenteral pot tenir com a principal efecte advers la síndrome del cincnisme (tinnitus, pèrdua auditiva temporal, nàusees i vòmits). També es va demostrar l'aparició de sordesa materna o fetal en intents abortius.
La quinina augmenta la contracció muscular, per la qual cosa indueix respostes mòbils a les estructures contràctils de les cèl·lules ciliades externes de la còclea, cosa que podria explicar que la pèrdua d'audició sigui reversible.

#### Mefloquina
La mefloquina, també coneguda com 4-quinolinometanol, és un agent esquizonticida sanguini, englobat dins dels fàrmacs antipalúdics.
Entre els efectes secundaris hi ha alteracions de l'equilibri derivats de la toxicitat a l'òrgan vestibular. No es van trobar evidències clares de l'efecte ototòxic encara que es recomana no administrar pacients amb cap altra patologia auditiva prèvia.

#### Vancomicina
La vancomicina és un antibiòtic glucopeptídic amb efecte bactericida molt efectiu contra bacteris grampositius i una mica menys contra gramnegatius.
Posseeix un destacable efecte ototòxic, ja que fins i tot a dosis terapèutiques pot aparèixer sordesa que, en la major part dels casos, desapareix en suspendre el tractament. Cal posar especial atenció al seu ús i mai associar la vancomicina amb altres fàrmacs ototòxics. Donada la seva toxicitat, el seu ús clínic és limitat.

### Altres ototòxics
Una gran varietat de substàncies tenen capacitat per lesionar l'oïda a més dels fàrmacs. Entre aquestes substàncies es troben:
- Metalls pesants com el mercuri, que pot produir la mort de les neurones coclears.[1]
- Compostos oxidants com bromats, clorats i cromats, que produeixen sordesa irreversible però sense afectar la funció vestibular.[1]
- Dissolvents orgànics com el toluè, estirè, xilè, que produeixen lesions a la còclea quan són absorbits en dosis altes, com en els casos de persones que inhalen coles.[1][23]
- Compostos orgànics volàtils com el n-hexà i l'etilbenzè.[24]

## Tractament
No hi ha un tractament específic disponible. Si bé la toxicitat d'alguns ototòxics és reversible, es recomana vigilar l'administració de fàrmacs ototòxics i suspendre'n el tractament si cal. D'altra banda, cal evitar l'exposició als compostos ototòxics d'origen no farmacològic.